# Enciclopèdia de Menorca
Enciclopèdia de Menorca es una enciclopedia temática sobre geografía física, ciencias naturales, ciencias humanas y ciencias sociales de la Isla de Menorca, editada por la Obra Cultural de Menorca desde 1979 y dirigida por Josep Miquel Vidal i Hernàndez. En 1987 fue galardonada en los Premis 31 de desembre de la Obra Cultural Balear.

## Historia
Esta obra, editada por la Obra Cultural de Menorca y coordinada por Josep Miquel Vidal, comenzó a publicarse en fascículos en 1979. Desde entonces, se han editado 17 volúmenes, que recogen diferentes aspectos de los conocimientos existentes sobre la isla de Menorca, tanto en el área de la cultura como en el de la sociedad y la ciencia (fauna, flora, sistemas naturales…). La Enciclopèdia, una obra aún abierta con diversos volúmenes en preparación, cubría así los vacíos bibliográficos que existían sobre la isla.

## Tomos publicados
Es publicada en fascículos, y consta de 12 volúmenes:
- I: Geologia
- II: El món vegetal (Maria dels Àngels Cardona Florit)
- III: Invertebrats no artròpodes.
- VIII: Arqueologia.
- XII: Economia (Josep Miquel Vidal i Hernàndez)
- XIV: Antropologia (I) (A. Camps Extremera)
- XV: Antropologia (II) (Antoni Ginard i Bujosa, Jaume Mascaró i Pons y Andreu Ramis i Puig-gros)